# Corythucha elegans
Corythucha elegans är en insektsart som beskrevs av Drake 1918. Corythucha elegans ingår i släktet Corythucha och familjen nätskinnbaggar. Inga underarter finns listade i Catalogue of Life.